# Соплес

Соплес — река в России, протекает в Чердынском районе Пермского края. Устье реки находится в 33 км по левому берегу реки Низьва. Длина реки составляет 17 км.
Исток находится в 21 км к юго-востоку от посёлка Ныроб. Всё течение реки проходит по ненаселённой холмистой местности Полюдова кряжа. Течёт на юго-запад, в нижнем течении резко поворачивает на северо-запад.

## Данные водного реестра
По данным государственного водного реестра России относится к Камскому бассейновому округу, водохозяйственный участок реки — Кама от водомерного поста у села Бондюг до города Березники, речной подбассейн реки — бассейны притоков Камы до впадения Белой. Речной бассейн реки — Кама.
По данным геоинформационной системы водохозяйственного районирования территории РФ, подготовленной Федеральным агентством водных ресурсов:
- Код водного объекта в государственном водном реестре — 10010100212111100006666
- Код по гидрологической изученности (ГИ) — 111100666
- Код бассейна — 10.01.01.002
- Номер тома по ГИ — 11
- Выпуск по ГИ — 1